# Belecska
Belecska is een plaats (község) en gemeente in het Hongaarse comitaat Tolna. Belecska telt 386 inwoners (2001).